# Aeropuerto de Madurai
El Aeropuerto de Madurai (IATA: IXM, OACI: VOMD) es un aeropuerto que sirve a la ciudad de Madurai, Tamil Nadu, India. Se encuentra aproximadamente 12 kilómetros (7 mi) al sur de la ciudad. Tiene ambos destinos domésticos y internacionales. 

## Historia
El aeropuerto fue usado por la primera vez por la Fuérza Aérea Real India en el año 1942, durante la Segunda Guerra Mundial. La Fuérza Aérea Real India usó el aeropuerto hasta 1948. En 1956 vuelos comerciales empezaron en el aeropuerto de Madurai.
En septiembre de 2010 se abrió una nueva terminal integrada, que puede servir a ambos vuelos de cabotaje y internacionales. Dos años después la aerolínea SpiceJet comenzó vuelos directos de Madurai a Colombo, los primeros vuelos internacionales desde Madurai. En octubre de 2013 SpiceJet inició vuelos a un segundo destino internacional, Dubái.

## Aerolíneas y destinos
| Ciudades por países    | Nombre del aeropuerto                        | Aerolíneas                     | Aeronaves  | Frecuencias semanales |      |
| Asia                   | Asia                                         | Asia                           | Asia       | Asia                  | Asia |
| ---------------------- | -------------------------------------------- | ------------------------------ | ---------- | --------------------- | ---- |
| India                  |                                              |                                |            |                       |      |
| Bengaluru              | Aeropuerto Internacional Kempegowda          | Air Pegasus                    | ATR 72-500 |                       |      |
| Chennai                | Aeropuerto Internacional de Chennai          | Air India Air Pegasus SpiceJet | ATR 72-500 |                       |      |
| Hyderabad              | Aeropuerto Internacional Rajiv Gandhi        | SpiceJet                       |            |                       |      |
| Mumbai                 | Aeropuerto Internacional Chhatrapati Shivaji | Air India                      |            |                       |      |
| Sri Lanka              |                                              |                                |            |                       |      |
| Colombo                | Aeropuerto Internacional Bandaranaike        | SpiceJet SriLankan Airlines    | A3xx       |                       |      |
| Medio Oriente          |                                              |                                |            |                       |      |
| Emiratos Árabes Unidos |                                              |                                |            |                       |      |
| Dubái                  | Aeropuerto Internacional de Dubái            | SpiceJet                       |            |                       |      |
| Europa                 |                                              |                                |            |                       |      |
| Alemania               |                                              |                                |            |                       |      |
| Fráncfort del Meno     | Aeropuerto de Fráncfort del Meno             | Air India                      |            |                       |      |
| Francia                |                                              |                                |            |                       |      |
| París                  | Aeropuerto de París Charles de Gaulle        | Air India                      |            |                       |      |
| Turquía                |                                              |                                |            |                       |      |
| Estambul               | Aeropuerto de Estambul                       | Turkish Airlines               |            |                       |      |

## Estadísticas
Ver fuente y consulta Wikidata.